# آرتی‌آی اینترنشنال
مؤسسه مثلث تحقیقاتی (به انگلیسی: Research Triangle Institute) که با عنوان آرتی‌آی اینترنشنال (به انگلیسی: RTI International) به فعالیت می‌پردازد، یک مؤسسه پژوهشی غیرانتفاعی است که دفتر مرکزی آن در شهرک مثلث تحقیقاتی در ایالت کارولینای شمالی آمریکا قرار دارد. RTI خدمات تحقیقاتی و فنی را ارائه می‌دهد. این موسسه در سال ۱۹۵۸ با بودجه نیم میلیون دلاری از سوی کسب‌وکارهای محلی و سه دانشگاه کارولینای شمالی که مثلث تحقیقاتی را تشکیل می‌دهند، بنیان‌گذاری شد. تحقیقات RTI موضوعاتی مانند ایدز، مراقبت‌های بهداشتی، برنامه درسی آموزشی و محیط‌زیست را پوشش داده‌است. اداره توسعه بین‌الملل ایالات متحده عامل حدود ۳۵ درصد از درآمد تحقیقاتی RTI به‌شمار می‌آید.

## تاریخچه
در سال ۱۹۵۴، یک پیمانکار ساخت‌وساز، با خزانه‌دار ایالت کارولینای شمالی و رئیس واکوویا برای بحث در مورد ساخت یک شهرک تحقیقاتی در کارولینای شمالی برای جذب صنایع جدید به منطقه ملاقات کرد. آن‌ها از فرماندار ایالت، لوتر هاجز، و سه دانشگاهی که مثلث تحقیقاتی را تشکیل می‌دهند، از این مفهوم حمایت کردند: دانشگاه کارولینای شمالی در چپل هیل، دانشگاه دوک و دانشگاه ایالتی کارولینای شمالی. مؤسسه مثلث تحقیقاتی (آرتی‌آی اینترنشنال کنونی) توسط بنیان‌گذاران شهرک به‌عنوان نخستین مستأجر شهرک تحقیقاتی در سال ۱۹۵۸ تشکیل شد. ژانویه بعد، آن‌ها اعلام کردند که ۱٫۴۲۵ میلیون دلار توسط بنیاد مثلث تحقیقاتی برای تأمین مالی شهرک جمع‌آوری شده‌است و نیم میلیون دلار از آن برای آرتی‌آی اینترنشنال کنار گذاشته شده‌است.
RTI با سه بخش شروع شد: توسعه ایزوتوپ، علوم عملیاتی و تحقیقات آماری. نخستین قرارداد آن یک مطالعه آماری ۴۵۰۰ دلاری از داده‌های بیماری از تنسی بود. در نخستین سال فعالیت RTI، بیست‌وپنج کارمند و ۲۴۰هزار دلار قراردادهای تحقیقاتی داشت. کار اولیه آن بر آمار متمرکز بود، اما ظرف چند سال RTI به رادیو ایزوتوپ‌ها، شیمی آلی و پلیمرها گسترش یافت. در سال ۱۹۶۰، این مؤسسه نخستین قرارداد تحقیقاتی بین‌المللی خود را برای سرشماری کشاورزی در نیجریه منعقد کرد. RTI قراردادهایی با وزارت آموزش، وزارت دفاع، ناسا و کمیسیون انرژی اتمی آمریکا منعقد کرد که در سال ۱۹۶۴ به ۳٫۴ میلیون دلار و در سال ۱۹۸۸ به ۸۵ میلیون دلار رسید.
در سال ۱۹۷۱، ۴۳۰ کارمند RTI به چهار گروه تحقیقاتی سازماندهی شدند: نظام‌های اجتماعی و اقتصادی، علوم آماری، علوم محیطی و مهندسی، و شیمی و علوم زیستی. همچنین یک بخش برای آموزش به نام مرکز تحقیقات و ارزیابی آموزش ایجاد کرد. چهار سال بعد، RTI دفتر برنامه‌های بین‌المللی را برای مدیریت پروژه‌های بین‌المللی ایجاد کرد. RTI کمک‌های مالی برای کمک به بنیاد مدرسه علوم و ریاضیات کارولینای شمالی در سال ۱۹۸۰ ارائه کرد. دو سال بعد، بخشی از یک سرمایه‌گذاری مشترک برای ایجاد مرکز میکروالکترونیک کارولینای شمالی (MCNC) شد، که خود یک سازمان غیرانتفاعی بود و شبکه رایانه‌ای آن مدارس محلی K-۱۲ را به‌هم متصل می‌کرد.
RTI تاکنون پنج رئیس داشته‌است:
1. جورج آر. هربرت ۱۹۵۸ - ۱۹۸۸
2. توماس ووتن ۱۹۸۸ - ۱۹۹۸
3. ویکتوریا فرانچتی هاینس ۱۹۹۸ - ۲۰۱۲
4. وین هولدن ۲۰۱۲ - ۲۰۲۲
5. تیم جی. گابل ۲۰۲۲–اکنون[۱۳]

## سازمان
آرتی‌آی اینترنشنال یک سازمان تحقیقاتی غیرانتفاعی است. نخست توسط سه دانشگاه محلی تأسیس شد، اما توسط هیئت مدیره و تیم مدیریت جداگانه اداره می‌شود. ساختار RTI متشکل از اعضای شرکت، هیئت مدیره و افسران شرکت است. اعضای شرکت فرمانداران را انتخاب می‌کنند که به نوبه خود سیاست‌های سازمان را ایجاد می‌کنند.
RTI همچنین یک کسب‌وکار جداگانه به نام RTI Health Solutions دارد که از شرکت‌های زیست‌فناوری، تشخیصی و تجهیزات پزشکی پشتیبانی می‌کند. در سال ۲۰۱۲، بزرگترین حوزه خدماتی این سازمان در علوم اجتماعی، آماری و محیطی بود. بیش از نیمی از کارکنان RTI دارای مدارک پیشرفته در یکی از ۱۲۰ زمینه هستند و در هر زمان روی ۱۲۰۰ پروژه کار می‌کنند.
RTI دارای ۱۲ دفتر ایالات متحده و ۱۲ مکان میان المللی است که از عملیات در ۸۰ کشور پشتیبانی می‌کند. حدود ۶۰ درصد از کارکنان RTI در محوطه‌ای به مساحت ۱۸۰ هکتار در درون پارک مثلث تحقیقاتی مستقر هستند. بیشتر بودجه آرتی‌آی اینترنشنال از قراردادهای تحقیقاتی دولتی تامین می‌شود. در سال ۲۰۱۸، کارمند RTI شمار ۱۰۵۲ مقاله در مجلات نوشتند. این موسسه سالانه ۲ میلیارد دلار قراردادهای تحقیقاتی پیشنهاد می‌دهد و تقریباً ۴۰ درصد از بودجه پیشنهادی خود را برنده می‌شود.

## پروژه‌ها

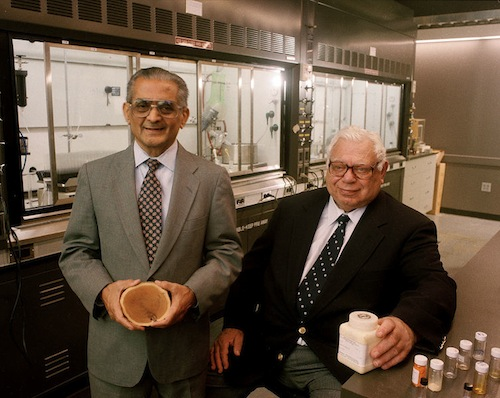
وانی (چپ) و وال (راست) تکه‌ای از پوست درخت را در دست دارند که برای ساخت داروهای مداخله‌ای سرطان استفاده می‌شود.

تحقیقات آرتی‌آی اینترنشنال حوزه‌هایی مانند سرطان، آلودگی، سوء مصرف موادمخدر و آموزش را دربرگرفته‌است. این برنامه گواهینامه آزمایشگاه ملی (NLCP) را مدیریت می‌کند.
دانشمندان RTI، مونرو وال و مانسوک وانی درمان‌های ضدسرطانی کامپتوتسین را در سال ۱۹۶۶ از پوست درخت شاد و تاکسول را در سال ۱۹۷۱ از درخت سرخدار پاسیفیک سنتز کردند. این دو دارو سالانه ۳ میلیارد دلار از فروش شرکت‌های داروسازی را به خود اختصاص می‌دهند. در سال ۱۹۸۶، RTI قراردادی ۴ میلیون دلاری با مؤسسه ملی سرطان برای انجام یک کارآزمایی بالینی هشت ساله در مورد تأثیرهای یک کمپین ضد سیگار دریافت کرد. دو سال بعد، RTI یک برنامه ۴٫۴ میلیون دلاری را برای هماهنگی آزمایش‌های داروهای ایدز برای مؤسسه ملی بهداشت آغاز کرد. این مبلغ تا سال ۱۹۸۸ به ۲۶ میلیون دلار افزایش یافت.
دانشمندان RTI به شناسایی مواد شیمیایی سمی در لاو کانال در دهه ۱۹۷۰ کمک کردند. در سال ۱۹۷۸، RTI در مورد امکان بهبود سلول‌های خورشیدی برای وزارت انرژی ایالات متحده و گازی‌شدن زغال‌سنگ برای آژانس حفاظت از محیط‌زیست در سال ۱۹۷۹ پژوهش کرد. RTI کارمندان دولت چین را در استفاده از مدل‌های رایانه‌ای برای پیش‌بینی الگوهای آلودگی پیش از المپیک ۲۰۰۸ در پکن آموزش داد.
یک نظرسنجی RTI در سال ۱۹۷۳، به سفارش اداره موادمخدر و موادمخدر خطرناک، تحقیقات پیشین را تأیید کرد که هیچ ارتباطی میان مصرف موادمخدر و جرایم خشونت‌آمیز پیدا نمی‌شود، باوجود اینکه مصرف‌کنندگان هروئین بیشتر مستعد خشونت هستند. یک مطالعه در سال ۱۹۷۵ که RTI برای مؤسسه ملی سوء مصرف الکل و الکلیسم انجام داد، نشان داد که ۲۸ درصد از ۱۳۰۰۰ نوجوانی که در این نظرسنجی شرکت کردند، علیرغم سن‌شان دارای «مشکلات الکلی» بودند. یک مطالعه در سال ۱۹۹۶ توسط RTI و با بودجه پنتاگون نشان داد که مصرف موادمخدر در ارتش از سال ۱۹۸۰ تا ۹۰ درصد کاهش یافته‌است.
در سال ۱۹۷۵، RTI پیشنهاد کرد که اداره ضرابخانه تولید گران‌قیمت سنت را متوقف کند و یک سکه جدید دلاری را جایگزین نیم دلار کند. در سال ۲۰۰۱، دانشمندان RTI یک ماده ابرشبکه لایه نازک جدید ایجاد کردند که از اثر ترموالکتریک برای خنک‌کردن ریزپردازنده‌ها استفاده می‌کند. یک مطالعه در سال ۲۰۰۹ توسط RTI و مراکز کنترل و پیشگیری از بیماری‌ها که در Health Affairs منتشر شد، تخمین زد که چاقی در ایالات متحده باعث افزایش ۱۴۷ میلیارد دلاری هزینه‌های مراقبت‌های پزشکی سالانه می‌شود. RTI همچنین یک برنامه سنجش مهارت خواندن به نام Early Grade Reading Assessment (EGRA) برای USAID و بانک جهانی توسعه داد. EGRA در ۷۰ زبان و ۵۰ کشور استفاده شده‌است.
در دهه ۱۹۸۰، RTI سامانه طراحی و ارزیابی معماری را ایجاد و توزیع کرد، مجموعه‌ای از برنامه‌های نرم‌افزاری که به مدل‌سازی سامانه‌های پیچیده کمک می‌کرد. برنامه‌های ADAS تا میانه دهه ۱۹۹۰ تولید شدند.
RTI پس از آغاز درگیری میان عراق و ایالات متحده در سال ۲۰۰۳ برای اداره توسعه بین‌المللی ایالات متحده (USAID) آغاز به‌کار کرد. کار USAID برابر ۳۵ درصد از درآمد RTI را تا سال ۲۰۱۰ تشکیل می‌داد. در رژیم پیشین و بسیار متمرکز عراق، شهروندان تقریباً هیچ تجربه‌ای در مورد حکومت محلی یا مشارکت فعال در فرآیند حکومت نداشتند. برای اطلاع‌رسانی و آموزش عراقی‌ها در مورد نظام‌های حکومت‌داری محلی، RTI در نهایت دفاتری را در ۱۸ استان عراق راه‌اندازی کرد. کارکنانی متشکل از ۲۰۰ نفر از ۳۳ کشور، با استخدام ۸۰۰ عراقی، مستقر شدند.
در سال ۲۰۰۴، استارتاپ Nextreme از RTI برای توسعه یک ماده ترموالکتریک برای نیمه‌رساناها به‌صورت تجاری جدا شد. در اکتبر ۲۰۱۸، RTI مطالعه‌ای را منتشر کرد که نشان می‌داد معتادان به هروئین که از نوارهای آزمایش فنتانیل استفاده می‌کردند، احتمال بیشتری برای اتخاذ عادات موادمخدر ایمن‌تر داشتند.